# Rio Little Missouri
O rio Little Missouri é um tributário do rio Missouri, com cerca de 901 km de extensão, localizado no norte das Grandes Planícies dos Estados Unidos. Nascendo no nordeste de Wyoming, cerca de 24 km a oeste de Devils Tower National Monument, segue em direção nordeste, através do sudeste de Montana, até Dakota do Sul. Neste estado, corre em direção ao norte através das Badlands até Dakota do Norte atravessando a Pradaria Nacional do Little Missouri e o Parque Nacional Theodore Roosevelt.